# Alexander Yordanov
Alexander Yordanov (búlgaro:Александър Александров Йорданов, Aleksand'r Aleksandrov Jordanov, nascido em 13 de fevereiro de 1952) é um político búlgaro eleito membro do Parlamento Europeu em 2019.